# Thaumastocheles dochmiodon
Thaumastocheles dochmiodon е вид десетоного от семейство Омари (Nephropidae). Видът не е застрашен от изчезване.

## Разпространение
Разпространен е в Австралия (Северна територия), Провинции в КНР, Тайван и Япония (Шикоку).